# Робинсон, Джеймс (футболист, 1899)
Джеймс Уи́лсон Ро́бинсон (англ. James Wilson Robinson; 8 января 1899 — дата смерти неизвестна) — североирландский футболист, крайний левый нападающий.

## Биография
Родился в Белфасте. Футбольную карьеру начал в любительской команде «Белфаст Джуниор». Также выступал за молодёжную сборную Ирландии. В июне 1919 года перешёл в английский клуб «Манчестер Юнайтед». В основном составе дебютировал 3 января 1920 года в матче против лондонского «Челси». В той игре «Юнайтед» проиграл со счётом 0:2, а один из репортёров отметил в обзоре матча: «Робинсону, сыгравшему на позиции левого крайнего нападающего, ещё многому нужно научиться». Всего в сезоне 1919/20 провёл за команду 2 матча. В сезоне 1920/21 сыграл за клуб 7 матчей, забив 2 гола (в матчах против «Сандерленда» 20 февраля 1921 года и против «Брэдфорд Сити» 12 марта 1921 года). В сезоне 1921/22 провёл 12 матчей в основном составе, забив 1 мяч (29 августа 1921 года в игре против «Вест Бромвич Альбион»). В общей сложности провёл за клуб 21 матч и забил 3 мяча. В июне 1922 года покинул «Манчестер Юнайтед» в качестве свободного агента.
В сезоне 1923/24 выступал за клуб «Транмир Роверс», сыграв 4 матча в Третьем северном дивизионе.